# Planetario di Amburgo
Il Planetario di Amburgo è uno dei planetari più antichi del mondo e uno dei più visitati d'Europa. 
Si trova nel quartiere di Winterhude, ad Amburgo, in Germania, ed è ospitato in una ex torre dell'acqua al centro dell'Hamburg Stadtpark.

## Storia
Il Planetario di Amburgo è stato aperto al pubblico il 30 aprile 1930. È situato in una torre dell'acqua in stile Art-Déco, progettata da Oskar Menzel e costruita tra il 1912 e il 1915. Tuttavia, è stata utilizzata come tale solo fino al 1924, per poi essere convertita in planetario. 
All'apertura del planetario nel 1930, un proiettore Zeiss Universarium Mark II, già acquistato dalla città di Amburgo nel 1925, divenne il pezzo forte del planetario. I proiettori Zeiss successivi sono stati un Mark IV nel 1957, un Mark VI nel 1983 e un Universarium IX dal 2006.
Nel 2011 il Planetario di Amburgo è diventato una delle prime ESO Outreach Partner Organisations (EOPO) dell'European Southern Observatory (ESO). Nello stesso anno, il Planetario di Amburgo è stato il primo planetario in Europa a utilizzare la tecnologia stereoscopica 3D fulldome.

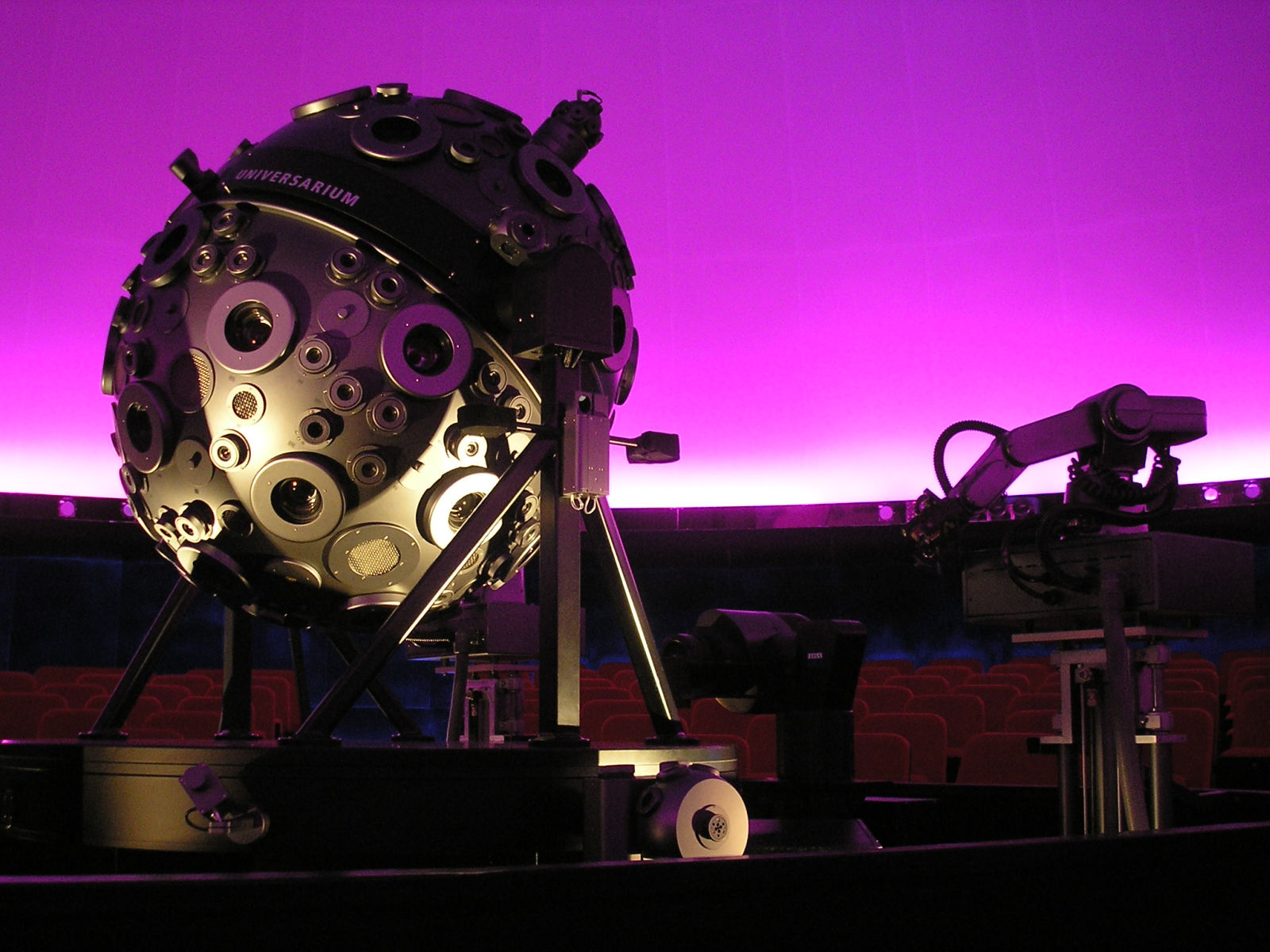
Proiettore Universarium Mark IX

Con l'inizio della ricostruzione dal 3 agosto 2015, il Planetario è chiuso fino alla fine del 2016. Il cuore dei lavori è lo sviluppo dell'ingresso dal piedistallo esterno su cui si erge la torre dell'acqua. Dal 2017 i nuovi locali e le strutture di servizio offriranno a tutti i visitatori del Planetario di Amburgo un accesso migliore, più spazio, più comfort e strutture per conferenze avanzate. 
Al livello del parco cittadino, le aree emergenti nella base e il livello ampliato della precedente hall al primo piano saranno il nuovo luogo per la gastronomia, il negozio, gli eventi, le mostre, gli uffici e i servizi igienici. L'accesso al planetario avverrà in futuro a livello del suolo dal parco cittadino. Due ascensori faciliteranno in futuro l'accesso alla Sala delle Stelle e alla famosa piattaforma di osservazione, che per la prima volta sarà priva di barriere architettoniche. L'ampliamento porterà con sé il valore aggiunto di una superficie di circa 1.200 metri quadrati.